# Бофорова струја
Бофорова струја (тј. Бофорово струјно коло) је хладна морска струја која настаје и развија се у Северном леденом океану под утицајем ветрова. Име је добила по Бофоровом мору у коме егзистира. Њено проучавање је изузетно отежано услед леда који је у том делу океана скоро целогодишња појава.